# Don Juan (1998)
Don Juan é um filme espanhol, francês e alemão de 1998, do gênero comédia romântica, dirigido por Jacques Weber e baseado na peça teatral de Molière.

## Sinopse
Na Espanha, no século XVII, Don Juan seduz e abandona Elvira, uma linda mulher. Os dois irmãos da jovem o perseguem, dispostos a lavar a honra da família. Vítimas de uma tempestado, Don Juan e seu criado acabam indo parar numa ilha desconhecida, onde o conquistador se envolve com mais duas mulheres.

## Elenco
- Jacques Weber.... Don Juan
- Michel Boujenah.... Sganarelle
- Emmanuelle Béart.... Elvire
- Penélope Cruz.... Mathurine
- Ariadna Gil.... Charlotte
- Denis Lavant.... Pierrot
- Michael Lonsdale.... Don Luis
- Jacques Frantz.... Don Alonse
- Pierre Gérard.... Carlos
- Arnaud Bedouët.... La Violette
- Philippe Khorsand.... Monsieur Dimanche
- Lucas Uranga.... Ragotin
- Pedro Casablanc.... Lucas

## Principais prêmios e indicações
Prêmio César 1999 (França)
- Indicado na categoria de Melhor Figurino.